# R-23 (missile)

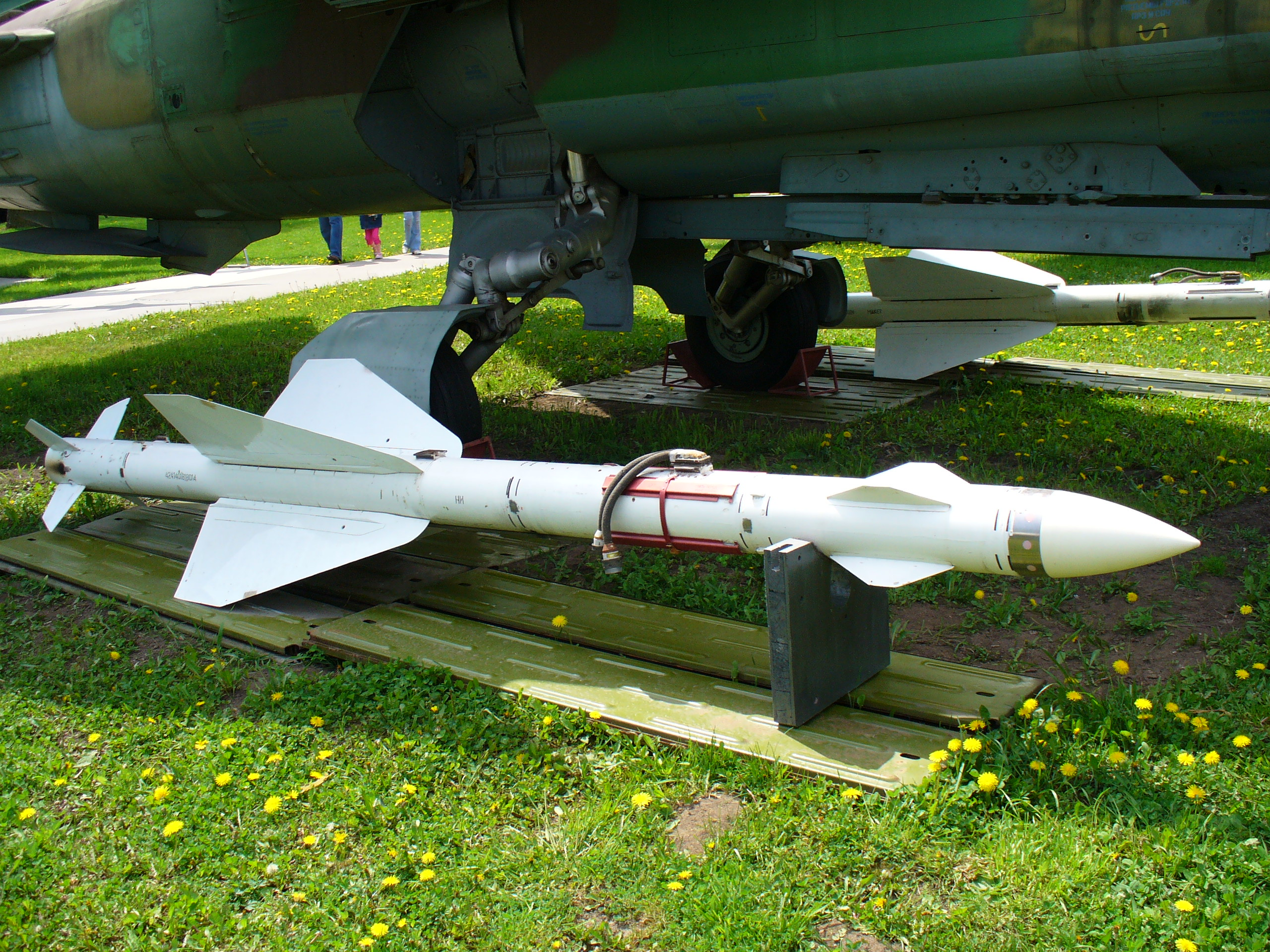
Un missile R-24R du Musée de la Force aérienne ukrainienne, à Vinnytsia.

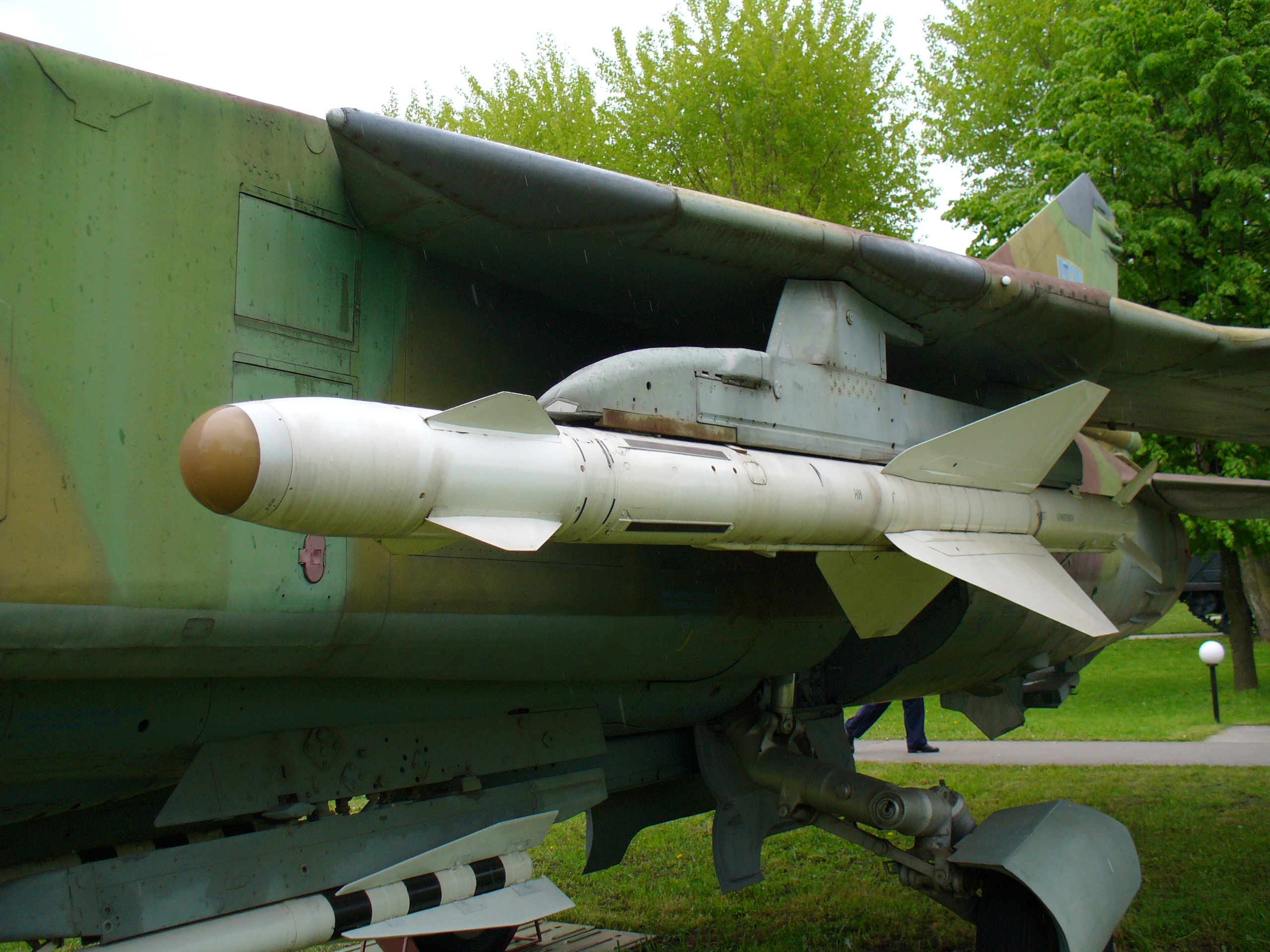
Un missile R-24T sous l'aile d'un MiG-23MLD ukrainien.

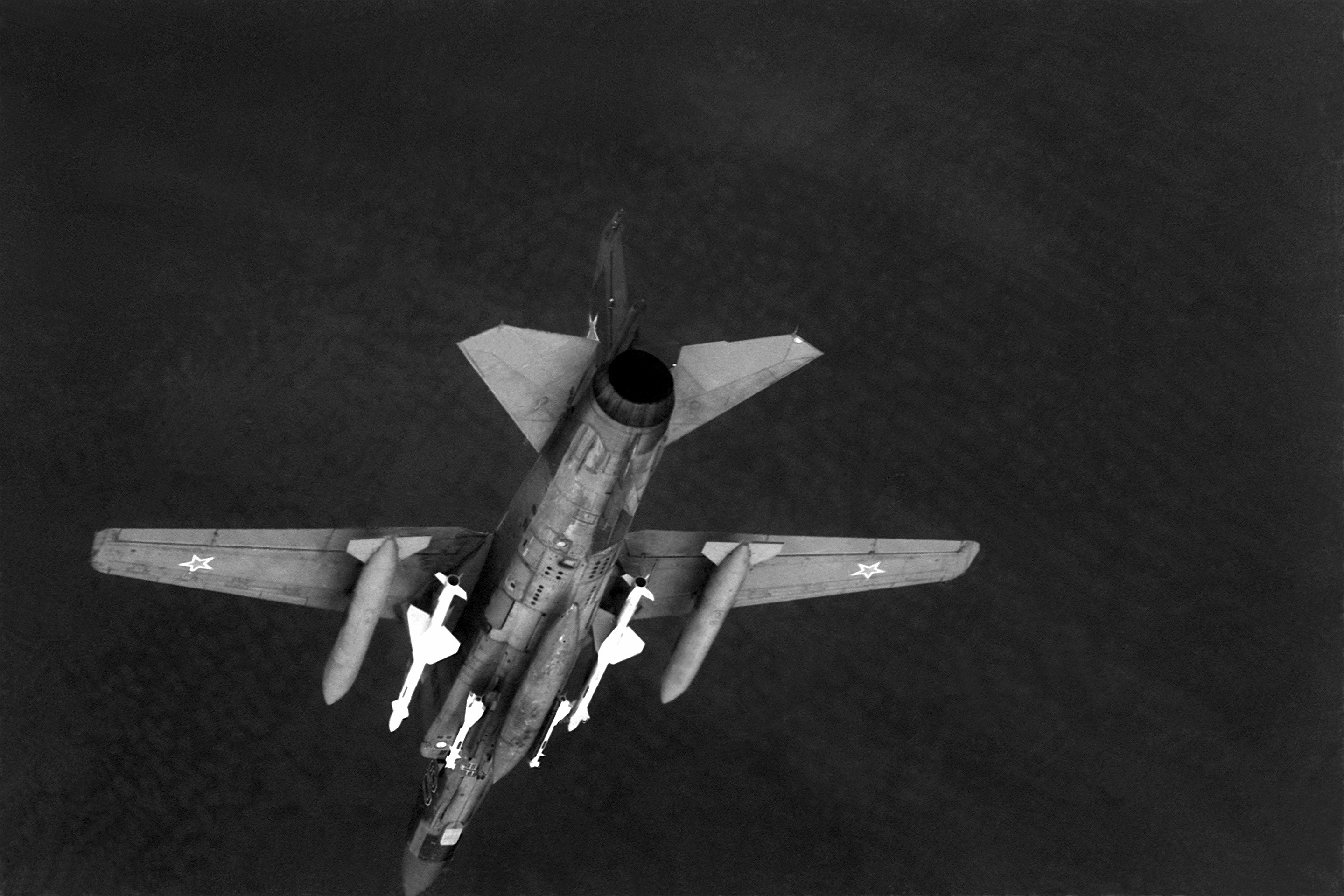
Un MiG-23, armé de deux R-24R (grands missiles) et deux R-60 (missiles plus petits) sous des pylônes de fuselage.

Le Vympel R-23, désigné par l'OTAN AA-7 « Apex », est un missile air-air de moyenne portée développé par l'Union soviétique pour équiper les avions de chasse. Le R-24, une version améliorée dotée d'une portée plus importante, l'a remplacé dans les unités opérationnelles.
Il est très comparable au missile américain AIM-7 Sparrow, aussi bien en termes de rôle que de performances générales.

## Historique
La conception d'un nouveau missile pour armer le MiG-23 commença au milieu des années '60, sous la direction de l'équipe d'ingénieurs de V.A. Pustyakov.
Désignée rapidement R-23 par l'équipe de recherches, la nouvelle arme devait pouvoir attaquer des cibles du gabarit d'un bombardier et devait posséder une capacité « snap-up », permettant d'engager des cibles situées à une altitude plus importante qu'elle. Ce missile devait également être doté d'un autodirecteur à deux modes, radar semi-actif et infrarouge, mais cette option se révéla irréalisable en pratique et finalement deux versions furent produites. La version à radar semi-actif était dénommée en interne « Izdeliye-340 » (objet-340) et la version à infrarouge était dénommée « Izdeliye-360 » (objet-360). Les tests de tir furent effectués dès 1967, même si la tête-chercheuse de la version radar du missile se montra très récalcitrante à réaliser.
En 1968, les Soviétiques acquirent un missile AIM-7, et une équipe de Vympel commença à en réaliser une copie, sous la désignation de K-25. Une comparaison des deux modèles mena à l'entrée en production du R-23, principalement en-raison de sa portée meilleure et d'une résistance aux contre-mesures plus importante. Les travaux du K-25, eux, furent achevés en 1971.
Néanmoins, quelques éléments du Sparrow furent plus-tard utilisés dans la conception du R-27, tels les systèmes hydrauliques des servocommandes et certaines propriétés aérodynamiques.
Le missile, désigné R-23, entra en service en janvier 1974.

## Caractéristiques et évolutions

### Versions principales
Deux principales versions caractérisent ce missile, la version « R » (радиолокационной, radiolokatsionnoy), utilisant un radar semi-actif, et la version « T » (тепла, Tepla), utilisant un autodirecteur à infrarouge. Les deux versions utilisent cependant le même propulseur et la même charge militaire, d'un rayon létal de 8 m. À l'Ouest, ils sont désignés respectivement AA-7A et AA-7B. Une version inerte destinée à l'entraînement existe également, le R-23UT.
La structure du missile comprend quatre ailes de type delta, disposées selon un schéma cruciforme juste en arrière du centre du fuselage, alignées avec des ailettes en delta tronquées, placées à l'extrémité arrière du missile et assurant son contrôle en vol. Les empennages canard distinctifs sur le nez sont appelés des « déstabilisateurs », permettant d'améliorer l'efficacité des gouvernes lors de manœuvres sous fortes incidences. La seule différence extérieure entre les deux versions se situe au niveau du cône de nez, celui de la version radar étant en forme d'ogive et celui de la version IR étant plus arrondi et plus court de 30 cm.
La portée maximale du R-23R est de 35 km, celle du R-23T étant de 15 km.
Un nombre important de R-23 ont été construits, aussi bien par les firmes Molniya (ex- OKB-4) que Vympel (ex- OKB-134). Il fut également produit sous licence en Roumanie, sous le nom de A-911.

### Améliorations
Démarrant en 1975, la conception d'une version améliorée de l'arme fut entreprise afin d'en équiper les chasseurs MiG-23ML et MiG-23MLD.
Le résultat de cette évolution, le R-24R possédait une capacité « LOAL » (Lock-On After Launch : Accrochage après tir), une portée étendue jusqu'à 50 km et une altitude d'engagement maximale portée à près de 25 000 m. Le R-24T, version à infrarouge du R-24 était désormais dotée d'un autodirecteur plus sensible. Les deux versions étaient équipées d'un propulseur plus gros, d'une charge militaire plus lourde et d'une portée minimale d'engagement fortement réduite, étant désormais ramenée à 500 m pour une attaque par l'arrière. Ils pouvaient également engager ou être employé par des appareils manœuvrant sous des facteurs de charge de 7 G.
Les missiles étaient connus officiellement sous les désignations de « Izdeliye-140 » (objet-140) et « Izdeliye-160 » (objet-160) en Union soviétique, alors qu'ils étaient désignés AA-7C et AA-7D par l'Occident. Ils restèrent en service en Russie jusqu'au retrait définitif du service des derniers MiG-23, en 1997.

## Carrière opérationnelle

### Syrie
Le R-23 fut employé dans la vallée de Bekaa en juin 1982, au-cours de l'opération Paix en Galilée. Il reste cependant difficile de déterminer si des succès ont eu lieu.
Les Soviétiques et les syriens affirment qu'il y avait eu quelques victoires, alors que les israéliens affirment qu'il n'en fut rien.

### Irak
Beaucoup d'avions furent détruits au cours de la guerre opposant l'Iran à l'Irak, lorsque les MiG-23 irakiens lancèrent des R-23 contre les F-14A, F-4D/F-4E et F-5E iraniens.

### Cuba/Angola
Le 27 septembre 1987, au-cours de la guerre de la frontière sud-africaine, une tentative fut effectuée d'intercepter deux MiG-23ML des forces révolutionnaires cubaines.
Le Mirage F1CZ du capitaine Arthur Piercy fut endommagé par un R-23 ou un R-60 tiré de face par le major Alberto Ley Rivas. L'explosion de la charge militaire détruisit le compartiment du parachute de freinage et endommagea les circuits hydrauliques. Piercy parvint malgré-tout à rentrer à la base aérienne de Rundu, mais l'appareil dépassa la piste. L'impact avec le terrain irrégulier déclencha le siège éjectable mais le pilote ne parvint pas à se séparer du siège et endura de graves traumatismes de la moelle épinière,.

### Union soviétique
En 1988, des MiG-23MLD soviétiques abattirent deux hélicoptères AH-1J Cobra qui avaient pénétré l'espace aérien afghan.

## Versions
- R-23R : Version à guidage radar semi-actif du R-23. Portée de 35 km. (désignation OTAN : AA-7A).
- R-23T : Version à guidage infrarouge du R-23. Portée de 15 km. (désignation OTAN : AA-7B).
- R-23UT : Version inerte du R-23, destinée à l'entraînement.
- R-24R : Version améliorée du R-23R. Portée augmentée (50 km) et altitude d'engagement plus importante. Capacité d'accrochage de la cible après le tir. (désignation OTAN : AA-7C).
- R-24T : Version améliorée du R-23T. Meilleure résistance aux leurres et sensibilité accrue. (désignation OTAN : AA-7D).
- A-911 : Version du R-23 fabriquée sous licence en Roumanie.

## Utilisateurs
- Algérie[4]
- Union soviétique : déclassés en 1997, à la suite du retrait des derniers MiG-23 du service.
- Allemagne de l'Est[1]
- Inde[1]
- Libye[1]
- Tchécoslovaquie[1]